# 可乐彝族苗族乡
可乐彝族苗族乡是中华人民共和国贵州省毕节市赫章县下辖的一个民族乡，位于赫章县城西北70余公里，处于河谷地带，可乐遗址位于此地。

## 行政区划
可乐彝族苗族乡下辖以下村级行政区划单位：
大田村、可乐村、丰收村、牧场村、春乐村、海子村、农场村、双龙村、银光村、大山村、营盘村、金光村、高枧村、新民村、铜厂村、矿山村、高坪村、营脚村和长坪村。